# Era Vulgaris
| Оценки критиков      | Оценки критиков |
| Источник             | Оценка |
| -------------------- | --- |
| Allmusic             | [ 3 ] |
| Entertainment Weekly | C+ |
| Filter               | (88%) |
| Hot Press            | [ 5 ] |
| NME                  | 8 из 10 звёзд · 8 из 10 звёзд · 8 из 10 звёзд · 8 из 10 звёзд · 8 из 10 звёзд · 8 из 10 звёзд · 8 из 10 звёзд · 8 из 10 звёзд · 8 из 10 звёзд · 8 из 10 звёзд |
| Pitchfork Media      | (6.2/10) |
| Q                    | июль 2007,стр.102 |
| Rolling Stone        | [ 7 ] |
| Spin                 | июль 2007,стр.102 |
| Uncut                | июль 2007,стр.112 |

Era Vulgaris («Наша эра») — пятый студийный альбом американской рок-группы Queens of the Stone Age, выпущен 8 июня 2007 года в некоторых странах, 11 июня 2007 года в Великобритании и 12 июня 2007 года в Соединенных Штатах. «Sick, Sick, Sick» и «3’s & 7’s» были выпущены как синглы в начале июня, третий сингл, «Make It wit Chu» выпущен к Хэллоуину 2007 года. Альбом дебютировал на 14 позиции в американском чарте Billboard 200 с числом продаж 52,000 копий в первую неделю. Это была более низкая позиция по сравнению с предыдущим альбомом, который стартовал со строчки № 5 с 91,000 проданных копий в своей дебютной неделе. В других странах альбому удался более успешный дебют, достигая позиций в основном в первой десятке, а также став номером 5 в Канаде, где было продано около 10,000 копий в первую неделю.
Запись альбома была завершена в начале апреля 2007 года. Era Vulgaris — последний альбом для Джои Кастильо, который покинул группу в конце 2012 года.

## Музыкальный стиль и влияние
Era Vulgaris испытал влияние многих жанров. Саунд отдалился от мягкого звучания полуакустических гитар предыдущего альбома, и стал более тяжёлым, с «хрустящим» звуком гитар и ощутил на себе влияние электронной музыки. В Rolling Stone было замечено «влияние новой волны типа Гэри Ньюмэна… на протяжении всего альбома». Запись была описана как «совершенно новое ретро», слияние «панка, рока, блюза и южного зерна», как более медленная, угрюмая и пьяная, чем предыдущие.

## Раскрутка и продвижение
Вскоре после анонсирования альбома в феврале 2007, было опубликовано видео, на котором Омм, Кастильо и Ван Левен импровизируют. На нём можно было увидеть короткие кадры процесса создания «Misfit Love» и «3’s & 7’s». На следующем видео о записи альбома наблюдалась запись «Turnin' on the Screw».
Несколько ранее была опубликована новость о том, что группа проводит некий конкурс для фанатов, главным призом которого был «особый пакет» от группы, законно утверждённый веб-мастером группы. 13 апреля победителям были отправлены пакеты, в которых были CD, озаглавленные как «You Know What You Did», и в которых был только один трек «Era Vulgaris», о котором Джош заявил, что тот не появится на записи, а будет включён как бонусный в UK издание. CD сопровождался рукописным письмом, в котором фанатов просили распространить песню как можно быстрей.

Здравствуй, друг

Спасибо, что принял этот подарок. Также ты найдёшь силы чтобы петь и танцевать под песню ERA VULGARIS. Она была изъята из нового альбома (одноимённого), так что она твоя, и может послужить примером того, как мы считаем должно быть "отныне". Короче - мы стараемся для тебя, а ты - для нас.

 Чтобы начать наши отношения мы сделали первый шаг к тебе. Теперь твоя очередь. Поделись этим с друзьями, которыми ты думаешь мы (ты и мы) будем довольны. Загрузи и распространи это на сайтах, как граффити, которые появляются там, где не надо.

Новый рецепт на сайте Rachel Ray? Новая песня Nicklback на их афише? Секретный государственный документ? Читы для видеоигр? Пароль на секс-сайт? Что-то блин ещё? Тебе решать. Потом покажи в какие кишки интернета ты засунул эту песню и мы (оба) сможем гордо широко улыбнуться нашим новым отношениям.

О, но только до полуночи... С этого момента и до тех пор это только для нас. Мы можем доверить тебе ожидание? Отношения строятся на доверии. Наслаждайся!— 'Dr Insider и QOTSA'

## Оформление альбома
На обложке альбома можно увидеть две лампочки из рекламного видео: Балби и его пособника Пирата. По словам Омма лампочки символизируют то, что ты находишь хорошей идей, когда оно таковым не является. Типография использовала старый английский шрифт и «сперматозоидную Q», как на обложке Songs For The Deaf. Был также художественный буклет с многими мультяшными героями, типа жёлтой разбитой лампочки Балби или зелёной лампочки-пирата Стампи. Герои-лампочки были созданы Morning Breath Inc..

## Приём
В основном отзывы о Era Vulgaris были позитивные; Metacritic дал им 75 баллов из 100 — результат хуже, чем у предыдущих альбомов.

## Список композиций
| №                   | Название                | Длительность |
| ------------------- | ----------------------- | ------------ |
| 1.                  | «Turnin' on the Screw»  | 5:20         |
| 2.                  | «Sick, Sick, Sick»      | 3:34         |
| 3.                  | «I'm Designer»          | 4:04         |
| 4.                  | «Into the Hollow»       | 3:42         |
| 5.                  | «Misfit Love»           | 5:39         |
| 6.                  | «Battery Acid»          | 4:06         |
| 7.                  | «Make It wit Chu»       | 4:50         |
| 8.                  | «3’s & 7’s»             | 3:34         |
| 9.                  | «Suture Up Your Future» | 4:37         |
| 10.                 | «River in the Road»     | 3:19         |
| 11.                 | «Run, Pig, Run»         | 4:40         |
| Общая длительность: | Общая длительность:     | 47:53/54:42  |

| №   | Название       | Длительность |
| --- | -------------- | ------------ |
| 12. | «Running Joke» | 2:54         |

| №   | Название                           | Длительность |
| --- | ---------------------------------- | ------------ |
| 12. | «White Wedding (Billy Idol cover)» | 3:48         |

| №   | Название                        | Длительность |
| --- | ------------------------------- | ------------ |
| 12. | «I'm Designer (Hot Chip Remix)» | 6:28         |

| №   | Название                           | Длительность |
| --- | ---------------------------------- | ------------ |
| 12. | «Goin' Out West (Tom Waits cover)» | 3:24         |

| №   | Название                             | Длительность |
| --- | ------------------------------------ | ------------ |
| 12. | «The Fun Machine Took a Shit & Died» | 6:55         |

| №   | Название                                | Длительность |
| --- | --------------------------------------- | ------------ |
| 12. | «Running Joke»                          | 2:54         |
| 13. | «Era Vulgaris (featuring Trent Reznor)» | 4:20         |

| №   | Название                                | Длительность |
| --- | --------------------------------------- | ------------ |
| 12. | «Running Joke»                          | 2:54         |
| 13. | «Era Vulgaris (featuring Trent Reznor)» | 4:20         |
| 14. | «The Fun Machine Took a Shit & Died»    | 6:55         |

| №   | Название                                                     | Длительность |
| --- | ------------------------------------------------------------ | ------------ |
| 12. | «The Fun Machine Took a Shit and Died»                       | 6:57         |
| 13. | «Make It Wit Chu (Acoustic)»                                 | 4:50         |
| 14. | «Era Vulgaris (Richard File Remix) (featuring Trent Reznor)» | 6:06         |
| 15. | «I'm Designer (Unkle Remix)»                                 | 6:11         |

| №   | Название                                                     | Длительность |
| --- | ------------------------------------------------------------ | ------------ |
| 12. | «Christian Brothers (Elliott Smith cover)»                   | 4:24         |
| 13. | «Needles in the Camel's Eye (Brian Eno cover)»               | 3:22         |
| 14. | «Make It Wit Chu (Acoustic)»                                 | 4:50         |
| 15. | «White Wedding (Billy Idol cover)»                           | 3:51         |
| 16. | «Era Vulgaris (Richard File Remix) (featuring Trent Reznor)» | 6:06         |

| №  | Название                     | Длительность |
| -- | ---------------------------- | ------------ |
| 1. | «Monsters in the Parasol»    | 3:34         |
| 2. | «Misfit Love»                | 6:41         |
| 3. | «If Only»                    | 3:43         |
| 4. | «I Think I Lost My Headache» | 6:10         |
| 5. | «Into the Hollow»            | 4:13         |
| 6. | «Go with the Flow»           | 3:22         |
| 7. | «Regular John»               | 10:59        |
| 8. | «Avon»                       | 3:18         |
| 9. | «Song for the Dead»          | 7:13         |